# Ca l'Auleda (Santa Maria de Palautordera)
Ca l'Auleda és una masia de Santa Maria de Palautordera (Baix Montseny) inclosa a l'Inventari del Patrimoni Arquitectònic de Catalunya.

## Descripció
Conjunt d'edificacions. L'edifici principal consta de planta baixa i un pis. La coberta és a dues vessants. La façana és senzilla, hi ha un portal d'entrada de pedra. Hi ha algunes finestra en les altres edificacions per darrere amb arcs conopials.

## Història
Aquesta masia és una de les més antigues, encara que no es coneix la data de construcció. Ha sofert transformacions, sobretot quant a edificacions que se li han unit. Hi ha una inscripció en una pedra col·locada sobre la porta d'entrada que porta la data 700 i el nom de Josefa Auleda amb les dates de naixement i de defunció.
L'ajuntament va cedir el local l'any 2017 a l'Agrupament Escolta i Guia Bernat Perpunter, que actualment segueix realitzant la seva tasca educativa i voluntària.